# Unidad básica

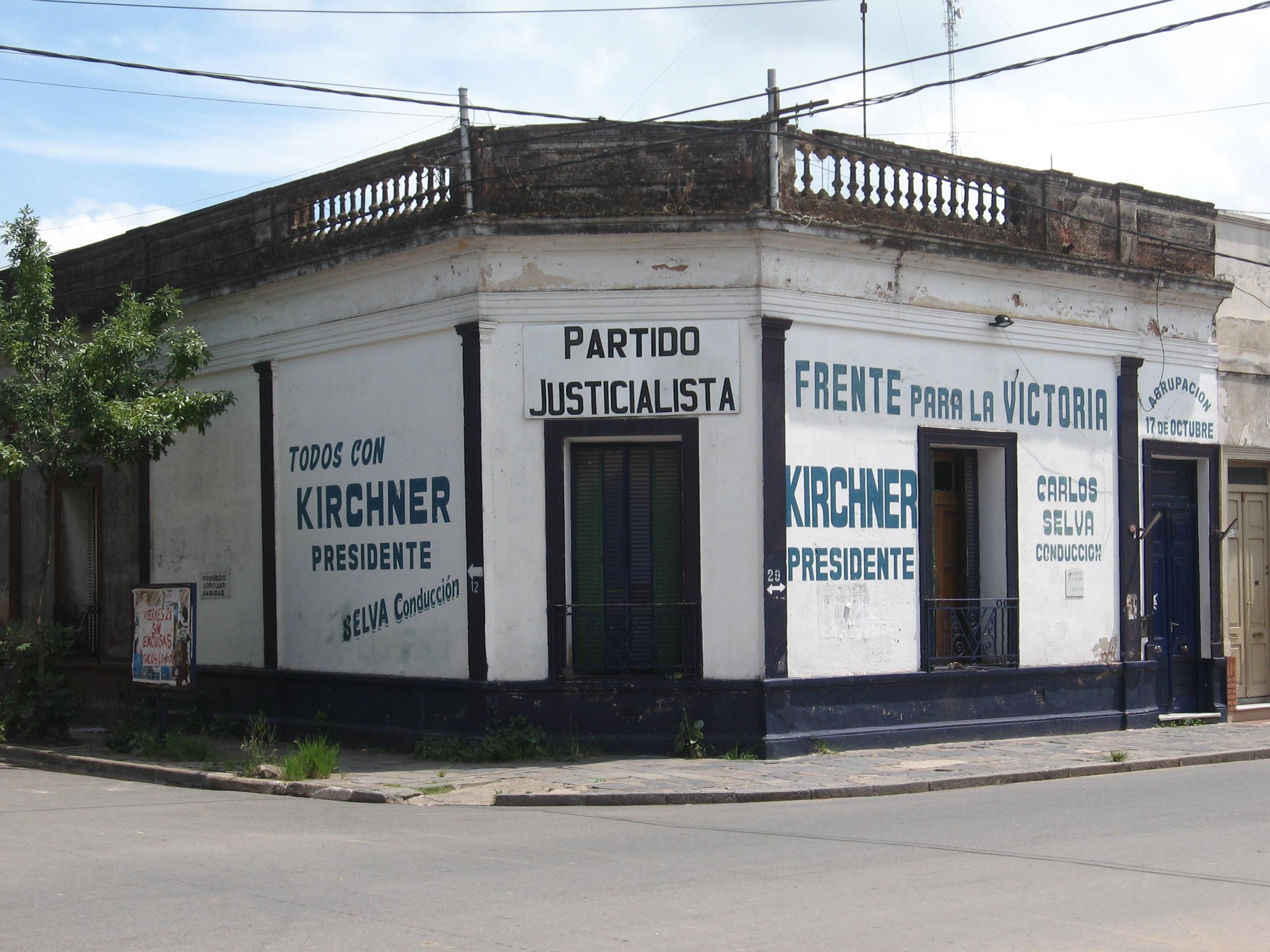
Unidad básica en la ciudad de Mercedes, provincia de Buenos Aires con eslóganes de la campaña presidencial de Néstor Kirchner.

En la política de Argentina se denomina unidad básica al centro local o barrial donde se reúnen los simpatizantes y militantes justicialistas para realizar distintas actividades políticas, sociales y de capacitación.
En las unidades básicas se tratan los asuntos partidarios y comunales, se forman cuadros políticos, se organizan conferencias, se realizan actividades proselitistas y se coordinan las campañas electorales. Es habitual que en las mismas se presten servicios gratuitos a la ciudadanía, como alfabetización, compras comunitarias, asesoramiento jurídico, apoyo escolar, biblioteca, cursos para oficios, etc. Cada unidad puede tener un nombre propio y es usual que existan varias por ciudad.